# 安德烈亚·弗泰布拉乔
安德烈亚·弗泰布拉乔（義大利語：Braccio da Montone），（1368年—1424年），文艺复兴时期欧洲意大利的军事将领之一。出身于贵族家庭，早年即开始其军旅身涯，并在外随军征战多年。公元1424年6月5日阵亡，死后葬于教会墓地。

## 扩展阅读
- Rendina, Claudio. . Rome: Newton Compton. 1994.